# گریک بزرگ
گَریک بزرگ (انگلیسی: The Great Garrick) فیلمی آمریکایی در سبک کمدی رمانتیک به کارگردانی جیمز ویل، مروین لیروی، ارنست وایدا، و رولند لی است که در سال ۱۹۳۷ منتشر شد.

## بازیگران
- برایان اهرن
- اولیویا دی هاویلند
- ادوارد اورت هورتون
- لیونل اتویل
- لانا ترنر
- ماری ویلسون
- لیندا پری
- آلبرت دکر
- لوئیس آلبرنی
- کریگ رینولدز
- دورتی تری
- چستر کلوت